# 후한의 행정 구역

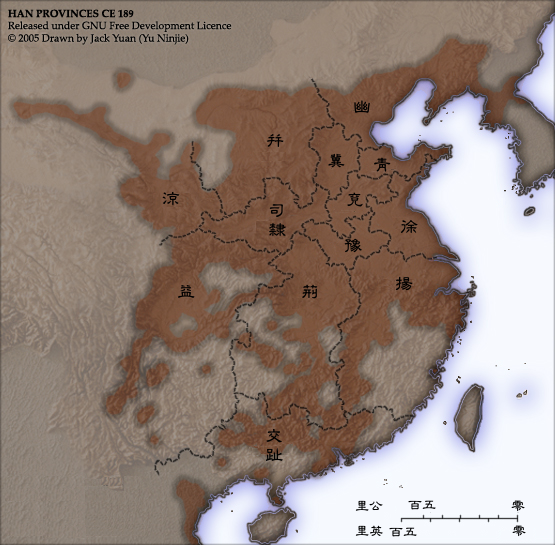
후한 13주

후한의 행정 구역은 중국 후한의 초대 황제인 광무제(光武帝) 시대에 확정되었으며, 전한의 행정 구역 제도를 기반으로 이를 계속 사용하였다. 중국 전역을 13개의 주(州)로 나누고 각 주에 자사(刺史)를 파견하여 실무를 담당하는 관리의 감찰을 맡게 했다.
후한의 행정 구역의 주요 특징으로는 나머지 12개 주와 구분되는 사례교위부의 구성, 삭방자사부가 병주로 편입된 것, 교지자사부(交趾刺史部)가 교주로 이름을 바꾼 것 등이 있다.

## 개요
후한 시대에는 삭방자사부가 병주(并州)로 편입되어, 중국 전역이 13개의 주(州)로 나뉘게 되었다. 후한 말끼까지 각 주에 주자사(州刺史)를 파견하여 각 주의 실무를 담당하는 관리의 감찰을 맡는 체제가 이어졌다. 주자사 품계(品階)는 6백 석(石)으로, 2천 석인 태수(太守)보다 낮았다.
영제(靈帝) 시대에 황건의 난이 일어나자, 황건적(黃巾賊)과 기타 반란 세력에 대항하기 위해 주목(州牧) 제도를 신설한 뒤 조정의 중신들을 주목으로 임명했으며, 각 주의 행정 · 군사 권한을 갖게 하여 태수를 제치고 실질적인 지방 장관이 되게 하였다. 이러한 변화는 각 주의 주목이 군벌이 되어 할거하게 되는 결과를 가져왔으며, 삼국 시대의 출현을 촉진시켰다.

## 행정 구역과 지방 장관 체제
각 주의 아래에는 군(郡)을 두었으며, 각 군에 태수(太守)를 임명하여 행정을 담당하게 하였다. 태수 밑에는 태수의 업무를 보조하는 승(丞)이 있었으며, 승 밑에는 승의 업무를 보조하는 장사(長史)가 있었다. 황자(皇子)가 봉해진 군을 왕국(王國)이라고 하며, 각 왕국에는 태수의 역할을 하는 상(相)이 임명되었고, 상 이하의 관직은 그 왕국에 봉해진 황자가 임명하였다. 이민족(異民族)이 모여 있는 군을 속국(屬國)이라고 하며, 각 속국에는 태수의 역할을 하는 도위(都尉)가 임명되었고, 속국은 중앙 정부의 직접적인 관리를 받지 않았다.
각 군과 왕국의 아래에는 현(縣)을 두었으며, 일만 호(戶) 이상의 현에는 현령(縣令)을, 일만 호 이하의 현에는 현장(縣長)을 임명하여 행정을 담당하게 하였다. 현령의 품계는 1천 석이었으며, 현장의 품계는 3백 석에서 4백 석이었다. 열후(列侯)가 봉해진 현을 후국(侯國)이라고 하며, 각 후국에는 현령 또는 현장의 역할을 하는 상(相)이 임명되었고, 상 이하의 관직은 그 후국에 봉해진 열후가 임명하였다.
각 현의 아래에는 향(鄕)을 두었으며, 각 향에 유질(有秩)을 임명하여 업무를 담당하게 하였고, 유질의 품계는 백 석이었다. 각 향의 아래에는 정(亭)을 두었으며, 각 정에 정장(亭長)을 임명하여 업무를 담당하게 하였다. 각 정의 아래에는 리(里)을 두었으며, 각 리에 리괴(里魁)를 임명하여 업무를 담당하게 하였다. 리괴 밑에는 리괴의 업무를 보조하는 십장(什長)과 오장(伍長)이 있었다.

## 행정 구역 목록
| 주          | 주에 속한 현의 개수 | 주도                                | 군                  | 군에 속한 현의 개수 |
| ----------- | ------------------- | ----------------------------------- | ------------------- | ------------------- |
| 사례 (司隸) | 108                 | 낙양 (雒陽)                         | 하남윤 (河南尹)     | 21                  |
| 사례 (司隸) | 108                 | 낙양 (雒陽)                         | 경조윤 (京兆尹)     | 12                  |
| 사례 (司隸) | 108                 | 낙양 (雒陽)                         | 좌풍익 (左馮翊)     | 13                  |
| 사례 (司隸) | 108                 | 낙양 (雒陽)                         | 우부풍 (右扶風)     | 15                  |
| 사례 (司隸) | 108                 | 낙양 (雒陽)                         | 홍농군 (弘農郡)     | 9                   |
| 사례 (司隸) | 108                 | 낙양 (雒陽)                         | 하내군 (河內郡)     | 18                  |
| 사례 (司隸) | 108                 | 낙양 (雒陽)                         | 하동군 (河東郡)     | 20                  |
| 기주 (冀州) | 104                 | 고읍 (高邑)                         | 상산국 (常山國)     | 13                  |
| 기주 (冀州) | 104                 | 고읍 (高邑)                         | 위군 (魏郡)         | 15                  |
| 기주 (冀州) | 104                 | 고읍 (高邑)                         | 거록군 (鉅鹿郡)     | 15                  |
| 기주 (冀州) | 104                 | 고읍 (高邑)                         | 발해군 (勃海郡)     | 8                   |
| 기주 (冀州) | 104                 | 고읍 (高邑)                         | 중산국 (中山國)     | 13                  |
| 기주 (冀州) | 104                 | 고읍 (高邑)                         | 안평국 (安平國)     | 13                  |
| 기주 (冀州) | 104                 | 고읍 (高邑)                         | 하간국 (河間國)     | 11                  |
| 기주 (冀州) | 104                 | 고읍 (高邑)                         | 청하국 (淸河國)     | 11                  |
| 기주 (冀州) | 104                 | 고읍 (高邑)                         | 조국 (趙國)         | 5                   |
| 유주 (幽州) | 90                  | 계 (薊)                             | 광양군 (廣陽郡)     | 5                   |
| 유주 (幽州) | 90                  | 계 (薊)                             | 탁군 (涿郡)         | 7                   |
| 유주 (幽州) | 90                  | 계 (薊)                             | 상곡군 (上谷郡)     | 8                   |
| 유주 (幽州) | 90                  | 계 (薊)                             | 어양군 (漁陽郡)     | 9                   |
| 유주 (幽州) | 90                  | 계 (薊)                             | 우북평군 (右北平郡) | 4                   |
| 유주 (幽州) | 90                  | 계 (薊)                             | 요서군 (遼西郡)     | 5                   |
| 유주 (幽州) | 90                  | 계 (薊)                             | 요동군 (遼東郡)     | 11                  |
| 유주 (幽州) | 90                  | 계 (薊)                             | 현도군 (玄菟郡)     | 6                   |
| 유주 (幽州) | 90                  | 계 (薊)                             | 낙랑군 (樂浪郡)     | 18                  |
| 유주 (幽州) | 90                  | 계 (薊)                             | 대군(代郡)          | 11                  |
| 유주 (幽州) | 90                  | 계 (薊)                             | 요동속국 (遼東屬國) | 6                   |
| 병주 (幷州) | 98                  | 진양 (晉陽)                         | 태원군 (太原郡)     | 16                  |
| 병주 (幷州) | 98                  | 진양 (晉陽)                         | 상당군 (上黨郡)     | 13                  |
| 병주 (幷州) | 98                  | 진양 (晉陽)                         | 서하군 (西河郡)     | 13                  |
| 병주 (幷州) | 98                  | 진양 (晉陽)                         | 오원군 (五原郡)     | 10                  |
| 병주 (幷州) | 98                  | 진양 (晉陽)                         | 운중군 (雲中郡)     | 11                  |
| 병주 (幷州) | 98                  | 진양 (晉陽)                         | 정양군 (定襄郡)     | 5                   |
| 병주 (幷州) | 98                  | 진양 (晉陽)                         | 안문군 (雁門郡)     | 14                  |
| 병주 (幷州) | 98                  | 진양 (晉陽)                         | 삭방군 (朔方郡)     | 6                   |
| 병주 (幷州) | 98                  | 진양 (晉陽)                         | 상군 (上郡)         | 10                  |
| 양주 (凉州) | 98                  | 농 (隴)                             | 한양군 (漢陽郡)     | 13                  |
| 양주 (凉州) | 98                  | 농 (隴)                             | 농서군 (隴西郡)     | 11                  |
| 양주 (凉州) | 98                  | 농 (隴)                             | 무도군 (武都郡)     | 7                   |
| 양주 (凉州) | 98                  | 농 (隴)                             | 금성군 (金城郡)     | 10                  |
| 양주 (凉州) | 98                  | 농 (隴)                             | 안정군 (安定郡)     | 8                   |
| 양주 (凉州) | 98                  | 농 (隴)                             | 북지군 (北地郡)     | 6                   |
| 양주 (凉州) | 98                  | 농 (隴)                             | 무위군 (武威郡)     | 14                  |
| 양주 (凉州) | 98                  | 농 (隴)                             | 장액군 (張掖郡)     | 8                   |
| 양주 (凉州) | 98                  | 농 (隴)                             | 주천군 (酒泉郡)     | 9                   |
| 양주 (凉州) | 98                  | 농 (隴)                             | 돈황군 (敦煌郡)     | 6                   |
| 양주 (凉州) | 98                  | 농 (隴)                             | 장액속국 (張掖屬國) | 5                   |
| 양주 (凉州) | 98                  | 농 (隴)                             | 거연속국 (居延屬國) | 1                   |
| 익주 (益州) | 114                 | 낙 (雒) 면죽 (綿竹) 성도 (成都)     | 광한군 (廣漢郡)     | 11                  |
| 익주 (益州) | 114                 | 낙 (雒) 면죽 (綿竹) 성도 (成都)     | 한중군 (漢中郡)     | 9                   |
| 익주 (益州) | 114                 | 낙 (雒) 면죽 (綿竹) 성도 (成都)     | 파군 (巴郡)         | 14                  |
| 익주 (益州) | 114                 | 낙 (雒) 면죽 (綿竹) 성도 (成都)     | 촉군 (蜀郡)         | 11                  |
| 익주 (益州) | 114                 | 낙 (雒) 면죽 (綿竹) 성도 (成都)     | 건위군 (犍爲郡)     | 9                   |
| 익주 (益州) | 114                 | 낙 (雒) 면죽 (綿竹) 성도 (成都)     | 장가군 (牂柯郡)     | 16                  |
| 익주 (益州) | 114                 | 낙 (雒) 면죽 (綿竹) 성도 (成都)     | 월수군 (越嶲郡)     | 14                  |
| 익주 (益州) | 114                 | 낙 (雒) 면죽 (綿竹) 성도 (成都)     | 익주군 (益州郡)     | 17                  |
| 익주 (益州) | 114                 | 낙 (雒) 면죽 (綿竹) 성도 (成都)     | 영창군 (永昌郡)     | 8                   |
| 익주 (益州) | 114                 | 낙 (雒) 면죽 (綿竹) 성도 (成都)     | 광한속국 (廣漢屬國) | 3                   |
| 익주 (益州) | 114                 | 낙 (雒) 면죽 (綿竹) 성도 (成都)     | 건위속국 (犍爲屬國) | 2                   |
| 교주 (交州) | 56                  | 용편 (龍編)                         | 교지군 (交趾郡)     | 12                  |
| 교주 (交州) | 56                  | 용편 (龍編)                         | 남해군 (南海郡)     | 7                   |
| 교주 (交州) | 56                  | 용편 (龍編)                         | 울림군 (鬱林郡)     | 11                  |
| 교주 (交州) | 56                  | 용편 (龍編)                         | 창오군 (蒼梧郡)     | 11                  |
| 교주 (交州) | 56                  | 용편 (龍編)                         | 합포군 (合浦郡)     | 5                   |
| 교주 (交州) | 56                  | 용편 (龍編)                         | 구진군 (九眞郡)     | 5                   |
| 교주 (交州) | 56                  | 용편 (龍編)                         | 일남군 (日南郡)     | 5                   |
| 형주 (荊州) | 117                 | 한수 (漢壽) 양양 (襄陽)             | 무릉군 (武陵郡)     | 12                  |
| 형주 (荊州) | 117                 | 한수 (漢壽) 양양 (襄陽)             | 남양군 (南陽郡)     | 37                  |
| 형주 (荊州) | 117                 | 한수 (漢壽) 양양 (襄陽)             | 남군 (南郡)         | 17                  |
| 형주 (荊州) | 117                 | 한수 (漢壽) 양양 (襄陽)             | 강하군 (江夏郡)     | 14                  |
| 형주 (荊州) | 117                 | 한수 (漢壽) 양양 (襄陽)             | 영릉군 (零陵郡)     | 13                  |
| 형주 (荊州) | 117                 | 한수 (漢壽) 양양 (襄陽)             | 계양군 (桂陽郡)     | 11                  |
| 형주 (荊州) | 117                 | 한수 (漢壽) 양양 (襄陽)             | 장사군 (長沙郡)     | 13                  |
| 양주 (揚州) | 92                  | 역양 (歷陽) 수춘 (壽春) 합비 (合肥) | 구강군 (九江郡)     | 14                  |
| 양주 (揚州) | 92                  | 역양 (歷陽) 수춘 (壽春) 합비 (合肥) | 단양군 (丹陽郡)     | 16                  |
| 양주 (揚州) | 92                  | 역양 (歷陽) 수춘 (壽春) 합비 (合肥) | 예장군 (豫章郡)     | 21                  |
| 양주 (揚州) | 92                  | 역양 (歷陽) 수춘 (壽春) 합비 (合肥) | 오군 (吳郡)         | 13                  |
| 양주 (揚州) | 92                  | 역양 (歷陽) 수춘 (壽春) 합비 (合肥) | 회계군 (會稽郡)     | 14                  |
| 양주 (揚州) | 92                  | 역양 (歷陽) 수춘 (壽春) 합비 (合肥) | 여강군 (廬江郡)     | 14                  |
| 예주 (豫州) | 98                  | 초 (譙)                             | 패국 (沛國)         | 21                  |
| 예주 (豫州) | 98                  | 초 (譙)                             | 영천군 (潁川郡)     | 17                  |
| 예주 (豫州) | 98                  | 초 (譙)                             | 여남군 (汝南郡)     | 37                  |
| 예주 (豫州) | 98                  | 초 (譙)                             | 양국 (梁國)         | 8                   |
| 예주 (豫州) | 98                  | 초 (譙)                             | 동국 (東國)         | 9                   |
| 예주 (豫州) | 98                  | 초 (譙)                             | 노국 (魯國)         | 6                   |
| 서주 (徐州) | 62                  | 담 (郯)                             | 동해국 (東海國)     | 13                  |
| 서주 (徐州) | 62                  | 담 (郯)                             | 광릉군 (廣陵郡)     | 11                  |
| 서주 (徐州) | 62                  | 담 (郯)                             | 낭야국 (琅邪國)     | 13                  |
| 서주 (徐州) | 62                  | 담 (郯)                             | 팽성국 (彭城國)     | 8                   |
| 서주 (徐州) | 62                  | 담 (郯)                             | 하비국 (下邳國)     | 17                  |
| 청주 (靑州) | 62                  | 임치 (臨淄)                         | 제국 (齊國)         | 6                   |
| 청주 (靑州) | 62                  | 임치 (臨淄)                         | 평원군 (平原郡)     | 6                   |
| 청주 (靑州) | 62                  | 임치 (臨淄)                         | 동래군 (東萊郡)     | 13                  |
| 청주 (靑州) | 62                  | 임치 (臨淄)                         | 제남국 (濟南國)     | 10                  |
| 청주 (靑州) | 62                  | 임치 (臨淄)                         | 낙안국 (樂安國)     | 9                   |
| 청주 (靑州) | 62                  | 임치 (臨淄)                         | 북해국 (北海國)     | 18                  |
| 연주 (兗州) | 80                  | 창읍 (昌邑)                         | 산양군 (山陽郡)     | 10                  |
| 연주 (兗州) | 80                  | 창읍 (昌邑)                         | 진류군 (陳留郡)     | 17                  |
| 연주 (兗州) | 80                  | 창읍 (昌邑)                         | 동군 (東郡)         | 15                  |
| 연주 (兗州) | 80                  | 창읍 (昌邑)                         | 태산군 (泰山郡)     | 12                  |
| 연주 (兗州) | 80                  | 창읍 (昌邑)                         | 제음군 (濟陰郡)     | 11                  |
| 연주 (兗州) | 80                  | 창읍 (昌邑)                         | 동평국 (東平國)     | 7                   |
| 연주 (兗州) | 80                  | 창읍 (昌邑)                         | 임성국 (任城國)     | 3                   |
| 연주 (兗州) | 80                  | 창읍 (昌邑)                         | 제북국 (濟北國)     | 5                   |

## 참고 문헌
- 《후한서》 (後漢書)